# 河村公美
佐野公美（さの くみ、1980年8月26日 - ）は、日本のタレント、コメンテーター。2002年度ミス日本グランプリ受賞者。静岡県富士市出身。聖心女子大学卒業。血液型A型。

## 経歴
2002年、聖心女子大学在学中に第34回ミス日本グランプリを受賞。
2006年1月23日に、LUNA SEAのボーカル河村隆一と結婚し、夫の意向で芸能界を引退した。2009年6月に男児を出産。
2015年に夫の了解もあって芸能界に復帰し、同年7月、日本テレビのバラエティ番組「解決!ナイナイアンサー」にSHELLY、安田美沙子、川崎希とともに「新芸能人妻・本音座談会」と題したトークコーナーでゲスト出演し、約10年ぶりに公の場に姿を現した。このとき夫との関係について「結婚生活は修行であり、自分は神である夫に仕える巫女のようなもの」と語った。